# Giovanni Nesti
Giovanni Nesti (Cascina, 23 settembre 1922 – Torino, 20 marzo 2011) è stato un cestista e allenatore di pallacanestro italiano.

## Carriera
Con l'Italia ha disputato i Giochi olimpici di Londra 1948.